# ميناخم فرومان
الحاخام مناحيم فرومان، المعروف بالعبرية: מנחם פרומן هو من مواليد الجليل 1945 وهو حاخام إسرائيلي أرثوذكسي، و صانع سلام و مفاوض له علاقات و ثيقة بقيادات دينية فلسطينية من منظمة التحرير الفلسطينية وحركة حماس وهو أيضا عضو مؤسس في غوش ايمونيم. حاليا يحمل لقب و يمارس دوره الحاخام الأكبر لتقوع في الضفة الغربية. يشتهر الحاخام بدوره في تشجيع وقيادة الحوار بين الأديان بين اليهود الإسرائيليين والفلسطينيين، مع التركيز على استخدام الدين كأداة ومصدر للاعتراف بإنسانية وكرامة جميع الفلسطينيين. بالتعاون مع صحفي مقرب من حماس استطاع الحاخام فرومان تحضير مسودة اتفاقية لوقف اطلاق النار بين إسرائيل وحكومة حماس في قطاع غزة، والمعروفة باسم اتفاقية فرومان-عمايرة. وقد استطاع الحصول على التأييد لهذه الاتفاقية من طرف حكومة حماس لكنه لم يتلق أي رد رسمي من الحكومة الإسرائيلية بعد.

## أهمية الدين في عملية السلام
الحاخام مناحيم فرومان يعبر عن أسفه و استيائه لأعمال العنف الحالية في إسرائيل والأراضي الفلسطينية، ويضع جزء من اللوم لفشل اتفاقية أوسلو على الاتجاه العلماني الذي يسلكه المفاوضين الإسرائيليين والفلسطينيين و تجاهلهم وتهميش دور و اهمية الدين والقادة الدينيين في عملية السلام

## القدس عاصمة مشتركة
الحاخام ميناخم فرومان يؤيد جعل القدس (عاصمة إسرائيل الحالية) العاصمة الدينية لجميع الديانات السماوية الثلاث. في نوفمبر 1999، شارك فرومان في مؤتمر مع عشرات الزعماء الدينيين من حول العالم من بينهم الدالاي لاما.